# David Sandström
David Sandström (2 gennaio 1975) è un batterista e produttore discografico svedese, noto per la sua militanza nei Refused.

## Biografia
Sandström è stato uno dei fondatori dei Refused nel 1991, assieme a Dennis Lyxzén, Pär Hansson e Jonas Lidgren. L'attività del gruppo è proseguita fino al 1998 dopo aver pubblicato tre album e due raccolte, oltre a numerosi EP.
Successivamente alla rottura dei Refused, Sandström ha creato i Text insieme ai chitarristi dei Refused Kristofer Steen e Jon Brännström. Ha prodotto l'EP Rape the Pope (2000) e l'album Still Ill (2005) del gruppo punk svedese The Vectors. Nello stesso periodo ha anche intrapreso la carriera da solista attraverso i David Sandström Overdrive, con cui ha pubblicato quattro album in studio.
Nel 2008 ha fondato gli AC4 insieme a Lyxzén, Karl Backman e Jens Nordén. Nel 2012 ha preso parte alla reunion dei Refused, pubblicando in seguito gli album Freedom e War Music e rimanendo fino al secondo scioglimento avvenuto nel 2025.

## Discografia

### Da solista
- 2000 – Om det inte händer nåt innan imorgon så kommer jag
- 2004 – The Dominant Need of the Needy Soul Is to Be Needed
- 2005 – Go Down!
- 2008 – Pigs Lose

### Con i Refused
- 1994 – This Just Might Be... the Truth
- 1996 – Songs to Fan the Flames of Discontent
- 1998 – The Shape of Punk to Come
- 2015 – Freedom
- 2019 – War Music

### Con i Final Exit
- 1994 – Teg
- 1997 – Umeå

### Con i Text
- 2000 – Text
- 2008 – Vital Signs (EP)

### Con gli AC4
- 2009 – AC4